# Piotr Andrejew
Pour les articles homonymes, voir Andrejew.
Piotr Andrejew (né le 27 octobre 1947 à Szczecin et mort le 12 juin 2017 à Varsovie) est un réalisateur et scénariste polonais.

## Filmographie

### Réalisateur
- 1971 : Pajace (court métrage)
- 1973 : Mróz Arrive (court métrage)
- 1974 : Rozmowa (Conversation) (TV)
- 1975 : Kradzież (TV)
- 1979 : Klincz
- 1980 : Okno (court métrage)
- 1981 : Des endroits sensibles (Czułe miejsca) ; sélectionné à Cannes 1982, La Semaine de la Critique
- 1983 : Cappriccio di Amsterdam (court métrage)
- 1985 : The Temptation I have Imposed Upon Her (TV)
- 1986 : Protest (TV)
- 1988 : Shadowman, sélection officielle, Locarno 1989
- 1991 : Sanctus (court métrage), sélection officielle, Berlin 1992
- 1993 : Laugh Attack (court métrage)

### Scénariste
- 1979 : Klincz, avec Filip Bajon
- 1981 : Czule miejsca ( Des endroits sensibles ), avec Andrzej Pastuszek
- 1988 : Shadowman